# ВЕС Смола
ВЕС Смела (нюн. Smøla vindpark) — норвезька наземна вітроелектростанція, споруджена в окрузі Мере-ог-Ромсдал у регіоні Вестланн (південно-західна частина країни, узбережжя Норвезького моря). Станом на 2017 рік залишалась найбільшою ВЕС Норвегії.
Розташована на острові Смела на висотах від 10 до 40 м над рівнем моря. Складається з 68 турбін, введених в експлуатацію двома чергами: 20 одиниць потужністю по 2 МВт у 2002 році та 48 одиниць по 2,3 МВт у 2005-му. Діаметр ротора турбін від 76 до 82 м (у залежності від черги), висота башти 70 м.
Загальна потужність вітроелектростанції 150 МВт, розрахункове середньорічне виробництво електроенергії — 356 млн кВт·год.
Електроенергія передається до трансформаторної станції на острові Тустна за допомогою ЛЕП довжиною 30 км, у тому числі підводна ділянка 5 км.